# Shaun of the Dead
Shaun of the Dead er en romantisk zombiekomedie fra 2004 instrueret af Edgar Wright, med Simon Pegg og Nick Frost i hovedrollerne, og skrevet af Pegg og Wright. Pegg spiller Shaun, en mand der forsøger at få et fokus i livet mens han tager sig af sin kæreste, mor og stedfar. Samtidig skal han håndtere en apokalyptisk oprejsning af zombier.
Filmen er den første i hvad Pegg og Wright kalder deres Blood and Ice Cream Trilogy med Hot Fuzz (2007) som den anden og The World's End (TBA) som den tredje.
Filmen var en kritisk og kommerciel succes i Storbritannien og USA. Den modtog 91% på Rotten Tomatoes og en score på 76 ud af 100 på Metacritic. Shaun of the Dead blev BAFTA-nomineret. Pegg og Wright overvejede en sequel, hvor zombier blev erstattet af et andet monster, men besluttede ikke at lave ændringen, idet de var tilfredse med den første film som et alenestående produkt og tænkte at for mange karakterer døde til at de kunne fortsætte historien.

## Medvirkende
- Simon Pegg som Shaun
- Nick Frost som Ed
- Kate Ashfield som Liz
- Lucy Davis som Dianne
- Dylan Moran som David
- Penelope Wilton som Barbara
- Bill Nighy som Phillip
- Jessica Stevenson som Yvonne
- Peter Serafinowicz som Pete
- Rafe Spall som Noel
- Jeremy Thompson som Himself
- Martin Freeman som Declan
- Reece Shearsmith som Mark
- Tamsin Greig som Maggie
- Julia Deakin som Yvonnes mor
- Matt Lucas som Cousin Tom
- Mark Donovan som Hulking Zombie
- Trisha Goddard som sig selv
- Patricia Franklin som Spinster
- Chris Martin som sig selv
- Jon Buckland som sig selv
- Keith Chegwin som sig selv
- Krishnan Guru-Murthy som sig selv
- Carol Barnes som sig selv
- Rob Butler som sig selv
- Vernon Kay som sig selv
- Robert Popper som nyhedsoplæser
- Rob Brydon som nyhedsstemme
- Edgar Wright (gæst) som nyhedsoplæser / zombie / italiensk restaurantstemme

## Soundtrack
På soundtrackalbummet er dialog fra filmen indlemmet i sporene.
1. "Figment" – S. Park
2. "The Blue Wrath" – I Monster
3. "Mister Mental" – The Eighties Matchbox B-Line Disaster
4. "Meltdown" – Ash
5. "Don't Stop Me Now" – Queen
6. "White Lines (Don't Don't Do It)" – Grandmaster Flash and the Furious Five and Melle Mel
7. "Hip Hop, Be Bop (Don't Stop)" – Man Parrish
8. "Zombie Creeping Flesh" – Pete Woodhead and Daniel Mudford
9. "Kernkraft 400" – Zombie Nation
10. "Fizzy Legs" – Pete Woodhead and Daniel Mudford
11. "Soft" – Lemon Jelly
12. "Death Bivouac" – Pete Woodhead and Daniel Mudford
13. "The Gonk (Kid Koala Remix)" – The Noveltones
14. "Envy the Dead" – Pete Woodhead and Daniel Mudford
15. "Ghost Town" – The Specials
16. "Blood in Three Flavours" – Pete Woodhead and Daniel Mudford
17. "Panic" – The Smiths
18. "Everybody's Happy Nowadays" – Ash featuring Chris Martin (Originally by Buzzcocks)
19. "You're My Best Friend" – Queen
20. "You've Got Red on You / Shaun of the Dead Suite" – Pete Woodhead and Daniel Mudford
21. "Normality" – Pete Woodhead and Daniel Mudford
22. "Fundead" – Pete Woodhead and Daniel Mudford
23. "Orpheus" – Ash